# Blue and Golden (Enrico Pieranunzi)
Blue and Golden è un album del trio di Enrico Pieranunzi con Enzo Pietropaoli e Roberto Gatto, pubblicato dalla YVP Music Records nel 1987. Il disco fu registrato nei mesi di maggio e giugno del 1987 al Rome Soundvideocat Studios di Roma (Italia), nel 1991 fu ristampato su CD, in edizione tedesca con il titolo di Moon Pie.

## Tracce
Lato A
1. Today – 3:00 (Enzo Pietropaoli)
2. Occasions – 2:35 (Enrico Pieranunzi)
3. Martina – 3:10 (Enzo Pietropaoli)
4. Skies – 3:35 (Enrico Pieranunzi)
5. Before the Wind – 3:38 (Enzo Pietropaoli)
6. I'm Looking for You – 3:18 (Enrico Pieranunzi)

Lato B
1. No Exchanges – 3:00 (Enrico Pieranunzi)
2. Autobahn – 3:18 (Enzo Pietropaoli)
3. Uptown Style – 3:01 (Enrico Pieranunzi)
4. After the Rain – 3:28 (Enzo Pietropaoli)
5. Blue and Golden – 3:07 (Enrico Pieranunzi)
6. Speedy Girl – 2:58 (Enzo Pietropaoli)

## Musicisti
- Enrico Pieranunzi - pianoforte, tastiere DX7
- Enzo Pietropaoli - basso acustico, chitarra basso
- Roberto Gatto - batteria